# 放學後的灰姑娘
《放學後的灰姑娘》是HOOKSOFT在2020年8月28日發售的戀愛冒險類型成人遊戲，2022年3月31日發售PlayStation 4與任天堂Switch版。2022年1月28日發售Fan disc。

## 故事
公住清史郎在搬回小時候的故鄉花霞市後，與田寄多乃實一起轉學到龍膽館學園。放學後清史郎接受多乃實的邀請一起回家，在路途中他得知多乃實喜歡放學後的理由。回到家後清史郎便決定學她在放學後透過改變回家路線遇到新發現，借此來改變現在乏味無趣的生活。

## 角色
公住清史郎
本作的男主角。龍膽館學園2年級學生。
田寄多乃實
與清史郎同時一起轉入的同班同學。
長南陽佳（聲優：小波すず）
清史郎的青梅竹馬兼同班同學。
築島筑紫（聲優：みたかりん）
清史郎的學妹。
宇佐川雪子（聲優：北大路ゆき）
清史郎的學姊。
王城茉莉愛（聲優：柚原みう）
聖莉莉女學院2年級學生。

## 主題曲
片頭曲「Cinderella Street」
作詞：，作曲：、McKurokurosuke，編曲：McKurokurosuke，主唱：Yukacco
片尾曲「All For Us」（オール·フォー·アス）
作詞：，作曲、編曲：A-DASH，主唱：

## 評價
《放學後的灰姑娘》在Getchu.com舉辦的美少女遊戲大獎2020中獲得綜合部門第14名、音樂部門第6名、影片部門第10名、角色部門宇佐川雪子第16名。另外在萌系遊戲大賞2020中獲得的純愛系作品獎金獎與店鋪獎。

## 外部連結
- PC版官方網站 （页面存档备份，存于）（日語）
- PS4/NS版官方網站 （页面存档备份，存于）（日語）
- 放課後シンデレラ ～あなたと帰る最後の下校道～官方網站 （页面存档备份，存于）（日語）